# Трійник Родригес

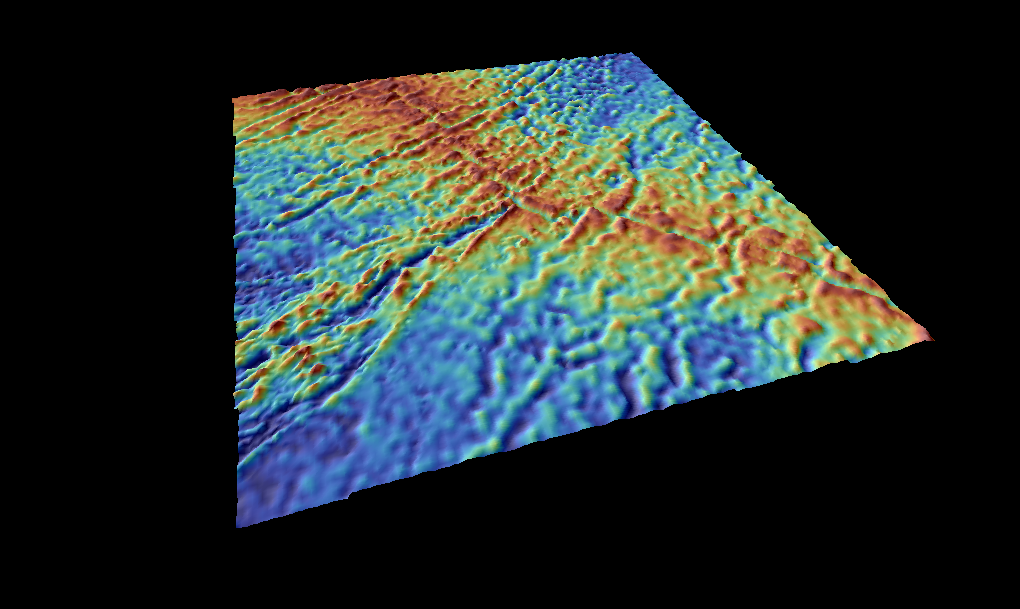
Трійник Родригес

25°30′ пд. ш. 70°00′ сх. д. / 25.500° пд. ш. 70.000° сх. д.
Трійник Родригес — геологічний трійник в південній частині Індійського океану, є точкою з'єднання трьох тектонічних плит — Індо-Австралійської платформи, Африканської і Антарктичної. Назву отримала через острів Родригес, що знаходиться неподалік.
Межі трьох плит, що утворюють трійник Родригес, є океанічними центрами спредингу, тому трійник належить до типу RRR. Океанічні хребти, утворюючі трійник: Центрально-Індійський хребет (межа Африканської і Індо-Австралійської плит); Західно-Індійський хребет (межа Африканської і Антарктичної плит); і Австрало-Антарктичне підняття (межа Індо-Австралійської і Антарктичної плит).

## Ресурси Інтернету
- «Propagation of the Southwest Indian Ridge at the Rodrigues Triple Junction», Journal Marine Geophysical Researches, Dec. 1997[недоступне посилання]